# Saison 6 de 24 Heures chrono
Chronologie
Saison 5 Redemption
Cet article présente le guide des épisodes de la saison 6 de la série télévisée 24 heures Chrono.
La saison débute à 6 h du matin et s'achève à la même heure le lendemain. Cette saison se déroulant 20 mois après la saison 5, l'action se déroulerait donc en mai 2009, bien que l'épisode ne soit pas daté.
La diffusion de la saison 6 de 24 heures Chrono a débuté aux États-Unis le 14 janvier 2007 sur FOX.
Le DVD de la saison 6 est sorti le 5 novembre 2007 au Royaume-Uni, le 4 décembre 2007 aux États-Unis et au Canada, et le 5 novembre 2008 en France.

## Distribution

### Acteurs principaux
- Kiefer Sutherland : Jack Bauer (24/24)
- Mary Lynn Rajskub : Chloe O'Brian (24/24)
- D. B. Woodside : le président Wayne Palmer (17/24)
- James Morrison : Bill Buchanan (21/24)
- Peter MacNicol : Tom Lennox (24/24)
- Carlo Rota : Morris O'Brian (24/24)
- Marisol Nichols : Nadia Yassir (24/24)
- Eric Balfour : Milo Pressman (19/24)
- Jayne Atkinson : Karen Hayes (18/24)
- Regina King : Sandra Palmer (9/24)
- Adoni Maropis : Abu Fayed
- Powers Boothe : le vice-président Noah Daniels
- Rick Schroder : Mike Doyle
- Rena Sofer : Marilyn Bauer
- Evan Ellingson : Josh Bauer
- Kari Matchett : Lisa Miller
- Tzi Ma : Cheng Zhi
- James Cromwell : Phillip Bauer
- Kim Raver : Audrey Raines
- Gregory Itzin : Charles Logan
- William Devane : James Heller
- Jean Smart : Martha Logan
- Chad Lowe : Reed Pollock
- Rade Šerbedžija : Dmitri Gredenko
- Alexander Siddig : Hamri Al-Assad
- Nick Jameson : le président russe Yuri Suvarov
- Harry Lennix : Walid Al-Rezani
- Jim Holmes : Dr. Arthur Welton
- Ryan Cutrona : l'amiral John Smith
- Roger Cross : Curtis Manning
- Kal Penn : Ahmed Amar
- William Bayer : Darren McCarthy
- Missy Crider : Rita
- Raphael Sbarge : Ray Wallace
- Megan Gallagher : Jillian Wallace
- Michael Angarano : Scott Wallace
- Scott William Winters : l'agent fédéral Samuels
- Jamison Jones : l'agent des services secrets Dan
- Paul McCrane : Graem Bauer
- Glenn Morshower : Aaron Pierce
- Kathleen Gati : Anya Suvarov
- John Noble : Anatoly Markov

## Synopsis
Après vingt mois passés dans une prison chinoise, Jack Bauer est de retour à Los Angeles. Abu Fayed, un terroriste islamiste repenti, a accepté de trahir son chef Hamri Al-Assad, responsable d'une vague d'attentats sur le sol américain, en échange de Jack Bauer. Mais quand Jack apprend que Fayed est le véritable responsable des attaques, il s'échappe. Avec l'aide d'Assad et de la CAT, Jack va tenter d'empêcher Fayed et ses alliés nationalistes russes de lancer des attaques nucléaires sur les États-Unis. Mais Jack va également découvrir que sa famille est impliquée et qu'on lui cache quelque chose.

## Épisode 1:6h00 - 7h00
- États-Unis /  Canada : 14 janvier 2007 sur FOX / Global[1]

- États-Unis : 15,79 millions de téléspectateurs
- Canada : 1,089 million de téléspectateurs[2]

- Michael Angarano (Scott Wallace)
- Eric Bruskotter (Stan)
- Roger Cross (Curtis Manning)
- Megan Gallagher (Gillian Wallace)
- Tzi Ma (Cheng Zhi)
- Adoni Maropis (Abu Fayed)
- Kal Penn (Ahmed Amar)
- Raphael Sbarge (Ray Wallace)
- Steven Schub

Vingt mois ont passé depuis la dernière fois que Jack Bauer a foulé le sol américain. En effet, il a été capturé par des agents du gouvernement chinois et torturé continuellement depuis. Parallèlement, tandis qu'une série d'attaques terroristes frappent les États-Unis, le Président Wayne Palmer, frère du défunt Président David Palmer, et son staff de conseillers, parmi lesquels Karen Hayes et Thomas Lennox, ainsi que les agents de la CAT Chloe O'Brian, Curtis Manning et Bill Buchanan, entament une nouvelle journée interminable.

## Épisode 2:7h00 - 8h00
- États-Unis /  Canada : 14 janvier 2007
- Maroc : 24 avril 2008 sur 2M

- États-Unis : 15,79 millions de téléspectateurs
- Canada : 1,089 million de téléspectateurs[2]

## Épisode 3:8h00 - 9h00
- États-Unis : 15 janvier 2007
- Maroc : 1er mai 2007 sur 2M

- États-Unis : 15,73 millions de téléspectateurs

## 4:9h00 - 10h00
- États-Unis : 15 janvier 2007
- Maroc : 8 mai 2007 sur 2M

- États-Unis : 15,73 millions de téléspectateurs

## Épisode 5:10h00 - 11h00
- États-Unis : 22 janvier 2007
- Maroc : 15 mai 2007 sur 2M

- États-Unis : 14,47 millions de téléspectateurs

- Paul McCrane (Graem Bauer)
- Rena Sofer (Maryline Bauer)

## Épisode 6:11h00 - 12h00
- États-Unis : 29 janvier 2007
- Maroc : 22 mai 2007 sur 2M

- États-Unis : 14,04 millions de téléspectateurs

- James Cromwell (Philipp Bauer)
- Paul McCrane (Graem Bauer)

## Épisode 7:12h00 - 13h00
- États-Unis : 5 février 2007
- Maroc : 29 mai 2007 sur 2M

- États-Unis : 13,6 millions de téléspectateurs

- James Cromwell (Philipp Bauer)
- Paul McCrane (Graem Bauer)

## Épisode 8:13h00 - 14h00
- États-Unis /  Canada : 12 février 2007
- Maroc : 5 juin 2007 sur 2M

- États-Unis : 13,73 millions de téléspectateurs
- Canada : 1,598 million de téléspectateurs[3]

- James Cromwell (Philipp Bauer)

## Épisode 9:14h00 - 15h00
- États-Unis /  Canada : 12 février 2007
- Maroc : 12 juin 2007 sur 2M

- États-Unis : 13,73 millions de téléspectateurs
- Canada : 1,598 million de téléspectateurs[3]

- James Cromwell (Philipp Bauer)

## Épisode 10:15h00 - 16h00
- États-Unis /  Canada : 19 février 2007
- Maroc : 19 juin 2007 sur 2M

- États-Unis : 13,05 millions de téléspectateurs

- James Cromwell (Philipp Bauer)
- Gregory Itzin (Charles Logan)

## Épisode 11:16h00 - 17h00
- États-Unis /  Canada : 26 février 2007
- Maroc : 26 juin 2008 sur 2M

- États-Unis : 12,8 millions de téléspectateurs
- Canada : 1,36 million de téléspectateurs[4]

## Épisode 12:17h00 - 18h00
- États-Unis /  Canada : 5 mars 2007
- Maroc : 3 juillet 2008 sur 2M

- États-Unis : 13,05 millions de téléspectateurs
- Canada : 1,532 million de téléspectateurs[5]

- Gregory Itzin (Charles Logan)

## Épisode 13:18h00 - 19h00
- États-Unis /  Canada : 12 mars 2007
- Maroc : 10 juillet 2008 sur 2M

- États-Unis : 12,39 millions de téléspectateurs
- Canada : 1,37 million de téléspectateurs[6]

- Gregory Itzin (Charles Logan)
- Jean Smart (Martha Logan)
- Glenn Morshower (Aaron Pierce)

## Épisode 14:19h00 - 20h00
- États-Unis : 19 mars 2007
- Maroc : 17 juillet 2008 sur 2M

- États-Unis : 11,8 millions de téléspectateurs

## Épisode 15:20h00 - 21h00
- États-Unis : 26 mars 2007
- Maroc : 24 juillet 2008 sur 2M

- États-Unis : 11,78 millions de téléspectateurs

## Épisode 16:21h00 - 22h00
- États-Unis /  Canada : 2 avril 2007
- Maroc : 31 juillet 2008 sur 2M

- États-Unis : 10,95 millions de téléspectateurs
- Canada : 1,589 million de téléspectateurs[7]

## Épisode 17:22h00 - 23h00
- États-Unis : 9 avril 2007

- États-Unis : 11,45 millions de téléspectateurs

- Kim Raver (Audrey Raines)

## Épisode 18:23h00 - 0h00
- États-Unis : 16 avril 2007

- États-Unis : 11,32 millions de téléspectateurs

- Kim Raver (Audrey Raines)
- Tzi Ma (Cheng Zhi)

## Épisode 19:0h00 - 1h00
- États-Unis : 23 avril 2007

- États-Unis : 10,41 millions de téléspectateurs

- Kim Raver (Audrey Raines)

## Épisode 20:1h00 - 2h00
- États-Unis : 30 avril 2007

- États-Unis : 10,93 millions de téléspectateurs

- Kim Raver (Audrey Raines)
- William Devane (James Heller)

## Épisode 21:2h00 - 3h00
- États-Unis : 7 mai 2007

- États-Unis : 10,92 millions de téléspectateurs

## Épisode 22:3h00 - 4h00
- États-Unis /  Canada : 14 mai 2007

- États-Unis : 10,57 millions de téléspectateurs
- Canada : 1,219 million de téléspectateurs[8]

- Michael Shanks (Mark Bishop)

## Épisode 23:4h00 - 5h00
- États-Unis /  Canada : 21 mai 2007

- États-Unis : 10,3 millions de téléspectateurs
- Canada : 1,118 million de téléspectateurs[9]

## Épisode 24:5h00 - 6h00
- États-Unis /  Canada : 21 mai 2007

- États-Unis : 10,3 millions de téléspectateurs
- Canada : 1,118 million de téléspectateurs[9]

- Kim Raver (Audrey Raines)
- William Devane (James Heller)

## Sources et références
1. ↑  (en) « Global and CH Fall Schedules Unveiled », consulté le 7 juin 2006.
2. 1 2  [PDF] Audience du 1er et 2e épisode au Canada, sur BBM.
3. 1 2  [PDF] Audience du 8e et 9e épisode au Canada sur BBM
4. ↑  [PDF] Audience du 11e épisode au Canada sur BBM
5. ↑  [PDF] Audience du 12e épisode au Canada sur BBM
6. ↑  [PDF] Audience du 13e épisode au Canada sur BBM
7. ↑  [PDF] Audience du 16e épisode au Canada sur BBM
8. ↑  [PDF] Audience du 22e épisode au Canada sur BBM
9. 1 2  [PDF] Audience du 23e et 24e épisode au Canada sur BBM